# 藤井びん
藤井 びん（ふじい びん、1949年4月23日 - ）は、福島県出身の俳優で株式会社ワンダー所属。
劇団「転位・21」出身の俳優。2時間のサスペンスドラマへの出演を中心に活動している。

## 人物
- 特技は福島弁やベネンシアドール - スペイン認定。
- 身長165cm。体重63kg。

## 出演

### テレビドラマ
- 火曜サスペンス劇場 - 日本テレビ
  - 刑事・鬼貫八郎
    - 第5作「妬み」（1995年9月12日）- 鷹取健太郎 役
    - 第6作「十六年目の殺人」（1996年8月13日）- 田辺探偵事務所 所長 役
    - 第9作「沈黙の函」（1999年4月27日）- 西田新介 役
    - 第16作「死のある風景」（2004年3月16日）- 医療機器メーカー「ミサワメディカル」営業マン・桑原義典 役

  - 「刑事」（1997年2月18日）
  - 「道連れ」（1998年6月16日）
  - 弁護士・朝日岳之助 第13作「温情捜査〜尾道水道に流れこんだ浮遊死体の首に二重の圧迫痕が〜」（1999年7月13日）- 山陽日日新聞社 支局長 役
- 金曜エンタテイメント - フジテレビ
  - 名探偵 明智小五郎 暗黒星 天の怒りか地の悲しみか、21年ぶりの日食の日に起きた連続殺人 （1996年1月19日）- 瀬下良一 役
- 赤い月 （2004年5月5日 - 5月6日、テレビ東京）
- 水曜ミステリー9 - BSジャパン ･ テレビ東京
  - 旅行作家・茶屋次郎 第5作「千曲川殺人事件」（2005年6月1日）- 長野県警 千曲東警察署 刑事課長・小口 役
  - 刑事吉永誠一 涙の事件簿 第3作「一億円の幸せ」（2005年11月16日）- 山田のアパート管理人 役
- おとなの夏休み （2005年、日本テレビ）
- 土曜ワイド劇場 - テレビ朝日
  - はみだし弁護士・巽志郎 第9作「元妻・セレブは殺人犯!? 年下ホストと危険な情事 美人記者とみちのく二人旅」（2005年9月17日）- 酒造の専務・鈴木茂夫 役
- 月曜ゴールデン - TBSテレビ
  - 捜し屋★諸星光介が走る! 第3作「光介が殺人事件に遭遇!そのことが17年前の強盗事件の悲しい記憶を呼び起こし…」（2007年4月16日）
- 金曜プレステージ 警部補・佐々木丈太郎 第3作（2011年6月3日、フジテレビ）- 御菓子司「ふるや」主人・降谷卓三 役
- 玉川区役所 OF THE DEAD 第5話（2014年11月1日、テレビ東京）- 駐在 役
- 月曜名作劇場 - TBSテレビ
  - 刑事夫婦 第3作「嫁はエリート! 夫は現場! 血に染まる顧客リストが導く連続殺人!」（2017年2月27日）- 窃盗にあった家人・村川源次 役
- 歪んだ波紋 第4話「共犯者」（2019年11月20日）- 元 警視庁 刑事・戸崎信三 役